# Folgensbourg
Folgensbourg település Franciaországban, Haut-Rhin megyében. Lakosainak száma 902 fő (2022. január 1.). Folgensbourg Wentzwiller, Michelbach-le-Haut, Muespach-le-Haut, Linsdorf, Bettlach, Hagenthal-le-Haut és Hagenthal-le-Bas községekkel határos.

## Népesség
A település népességének változása:
| Lakosok száma | 901  | 902  | 917  | 918  | 926  | 941  | 928  | 915  | 902  |
|               | 2013 | 2015 | 2016 | 2017 | 2018 | 2019 | 2020 | 2021 | 2022 |